# Ковкрак Андрій Володимирович
Ковкрак Андрій Володимирович — майор Національної гвардії України, учасник російсько-української війни, що відзначився під час російського вторгнення в Україну в 2022 році. Повний кавалер ордена «За мужність».

## Життєпис
Під час російського вторгнення в Україну у 2022 році брав участь в обороні Маріуполя. 
Разом із іншими оборонцями Маріуполя перебував у російському полоні та був звільнений 21 вересня 2022 року під час обміну 215 українських захисників.

## Нагороди
- орден «За мужність» I ступеня (2022) — За особисту мужність і самовіддані дії, виявлені у захисті державного суверенітету та територіальної цілісності України, вірність військовій присязі .
- орден «За мужність» II ступеня (2022) — За особисту мужність і самовіддані дії, виявлені у захисті державного суверенітету та територіальної цілісності України, вірність військовій присязі.
- орден «За мужність» III ступеня (2022) — За особисту мужність і самовіддані дії, виявлені у захисті державного суверенітету та територіальної цілісності України, вірність військовій присязі, зразкове виконання службового обов’язку.